# Gemma Glitter gezondheidsgala
Gemma Glitter Gezondheidsgala was een kinderprogramma dat van 19 december 2001 t/m 29 januari 2005 werd uitgezonden door de AVRO.
Gemma Glitter Gezondheidsgala is een programma over gezondheid vóór en dóór gezonde en minder gezonde kinderen. Onderwerpen als sport, beweging, voeding, puberteit en seksualiteit worden met een enorme dosis humor behandeld. Het uitgangspunt van het programma is echter wel het verschaffen van informatie waar kinderen wat aan hebben.
Het wordt gepresenteerd door Gemma Glitter. Zij wordt gespeeld door Juliëtte de Wijn.
Gemma Glitter loopt altijd in roze kleding, heeft roze nagels en draagt gouden of roze sieraden. Ook heeft ze standaard een kleine witte knuffelhond aan een roze riempje bij zich.
Een vast onderdeel van het programma is de Roltraprentest. Het is aan een bekende Nederlander om een roltrap zo vaak mogelijk op en neer te rennen. De roltrap staat in het winkelcentrum Magna Plaza.